# Cima Canali
La Cima Canali (2900 m s.l.m.) è una montagna delle Pale di San Martino, si trova in Provincia di Trento.

## Prime ascensioni e principali vie di accesso
La conquista della cima avvenne il 30 agosto 1879 ad opera di M. Bettega e dell'inglese C.C. Tucker. È una cima molto nota nell'ambito dell'alpinismo in quanto offre una varietà di itinerari piuttosto impegnativi. Il versante ovest è quello più frequentato dagli scalatori per via della facilità d'accesso.
Si può raggiungere partendo da Tonadico e percorrendo la valle omonima (Val Canali) per salire poi lungo la Val Pradidali per raggiungere il versante ovest, oppure il Vallon delle Lede per raggiungere il versante est. In alternativa può anche essere raggiunta dall'Altopiano delle Pale e percorrendo in seguito il sentiero CAI n. 709 per raggiungere il versante ovest, oppure il sentiero CAI 711 (entrambi parte dell'Alta via n. 2) per raggiungere quello est.
Non lontano dalla cima sorgono il Rifugio Pradidali (vicino al versante ovest) ed il bivacco Minazio (versante est).